# 雙龍傳
《雙龍傳》（英語：The King And The Pauper），台灣電視劇，是台灣電視公司於2010年8月23日上檔的八點檔連續劇。

## 概要
本劇為一部古裝連續劇，歷史背景設定為明朝，但劇中情節與人物主要是以明朝天啟、崇禎年間史實為背景作為改編，其中秦公公角色為影射明朝天啟年間專權太監魏忠賢，可由劇情中蓋生祠、九千歲稱號中尋出蛛絲馬跡，與黃易小說《大唐雙龍傳》無任何關連。

## 故事
|                  | 街頭乞丐搖身變為真龍天子 到底是福？還是禍？ |
| ——《雙龍傳》標語 |                                             |

明皇帝沉溺於與鄭才人同歡而荒廢朝政，屢遭二皇爺斥責；明皇帝不耐，索性擬妥一道密旨：於五日後的祭天大典上，將皇位傳給二皇爺。明皇帝擬妥密旨，隨即召劉大學士進宮，親自將密旨交給劉大學士保管，命劉大學士於五日後的祭天大典上宣讀密旨。苗貴妃、崔丞相與秦公公深恐二皇爺繼位後清算他們。
某夜，苗貴妃說服明皇帝與她同床同歡，同床後成功說服明皇帝收回密旨；不料，明皇帝與苗貴妃遭白蓮教兩刺客襲擊，明皇帝昏迷不醒。為了防止二皇爺繼位，苗貴妃、崔丞相與秦公公從街上找來長相與明皇帝完全相同的何天養冒充皇帝，並教何天養怎麼當皇帝，寄望他收回密旨。在何天養要求下，秦公公同意顏小栗進宮。顏小栗進宮後向秦公公表示想當貴妃，秦公公卻只讓他當太監……

## 演員陣容

### 主要演員
| 演員   | 角色     | 介紹 |
| 邱心志 | 明皇帝   | 三十歲，天龍。不務朝政，整日迷戀於酒池肉林，後被白蓮教施法以致昏迷不醒。                                               |
| 邱心志 | 何天養   | 三十歲，地龍。他與明皇帝外表完全相同，被宮裡想謀權的賊臣弄進宮中扮演傀儡皇帝，和明皇帝直到最後一集才被揭開是孿生兄弟。 |
| 六月   | 顏小栗   | 二十歲，她跟著父親跑江湖賣藝維生，與天養結識後成為好友，甚至和天養這個假皇帝進入宮廷當小太監。                         |
| 毛樂   | 李尚文   | 二十八歲，文狀元，外型憨厚老實的書呆子，被天養救過一命。                                                               |
| 丁莉   | 慶寧公主 | 二十四歲，外型清麗、氣質高雅、天真單純。                                                                               |
| 苗可麗 | 苗貴妃   | 三十歲，明皇帝的貴妃，成熟美艷，口蜜腹劍，多疑善妒。                                                                   |
| 午馬   | 秦公公   | 四十五歲，太監總管，統領東廠的宦官。                                                                                   |
| 李又麟 | 崔丞相   | 五十歲，朝中權宦，官拜丞相中書令。                                                                                     |
| 王會來 | 張校尉   | 三十二歲，武狀元，官拜左副都御史，朝中武將。                                                                           |
| 樊昊倫 | 二皇爺   | 二十八歲，明皇帝的弟弟。                                                                                               |
| 岳躍利 | 劉大學士 | 五十五歲，內閣大學士，官拜首輔。                                                                                       |
| 謝加起 | 顧允成   | 五十歲，白蓮教教主，以反明皇帝為志。                                                                                   |
| 石天琦 | 顧芙蓉   | 二十六歲，顧允成的女兒。                                                                                               |
| 余秉諺 | 錢一本   | 三十歲，顧允成的得意門生。                                                                                             |
| 車冠成 | 千秋     | 三十餘歲，秦公公得力助手。                                                                                             |
| 郭冬臨 | 何無求   | 六十餘歲，善良乞丐，樂天派，何天養之養父。                                                                             |
| 潘虹   | 皇太     | 明皇帝與二皇爺之母。                                                                                                   |
| 郭悅青 | 靖平夫人 | 二十六歲，重臣之後，二皇爺的妻子。                                                                                     |
| 吳婷   | 鄭才人   | 二十五歲，深受明皇帝寵幸的才人，美艷妖媚，聰明伶俐，善於心計。                                                         |
| 柯叔元 | 白雲飛   | 明為風雲堂堂主，實為反教白蓮教之護法。                                                                                 |
| 姚黛瑋 | 六姨     | |
| 曾莞婷 | 陸嬌兒   | |

## 主題曲

### 片頭曲
1. 萬人迷（2010年8月23日－2010年9月23日）
作詞：何啓弘，作曲：陳國華，主唱：艾成

### 片尾曲
1. 千年思念（2010年8月23日－2010年9月23日）
作詞：石國人，作曲：石國人，主唱：許志豪、林良歡

## 收視率

### 台視首播收視率
| 播映日期                | 週數       | 平均收視率 | 排名 | 集數  |
| ----------------------- | ---------- | ---------- | ---- | ----- |
| 2010年8月23日－08月26日 | 1          | 0.88       | 4    | 01-04 |
| 2010年8月30日－09月2日  | 2          | 0.74       | 7    | 05-08 |
| 2010年9月6日－09月9日   | 3          | 0.86       | 6    | 09-12 |
| 2010年9月13日－09月16日 | 4          | 1.05       | 4    | 13-16 |
| 2010年9月20日－09月23日 | 5          | 1.25       | 4    | 17-20 |
| 周收視平均              | 周收視平均 | 0.96       | -    | -     |

- 同時段節目：
  - 三立台灣台《天下父母心》
  - 民視《夜市人生》
  - 中視《流星蝴蝶劍／神話織女》
  - 華視《帶子英雄／張小五的春天》
  - 大愛《那一年鳳凰花開時／清秀家人》
- 由AGB尼爾森調查，調查範圍是四歲以上收看電視之觀眾。
資料來源：中時娛樂、凱絡媒體週報

## 製作人員
- 監製：劉麗惠
- 製作人：周金陵
- 導演：鄭少峰
- 編劇：朱永崑、沁嵐、楚國、何妤珩、莊心輔

## 外部連結
- 官方网站－台視（繁體中文）

| 台視主頻 每週一至週四 19:59 - 22:05       | 台視主頻 每週一至週四 19:59 - 22:05                                                     | 台視主頻 每週一至週四 19:59 - 22:05 |
| ----------------------------------------- | --------------------------------------------------------------------------------------- | ----------------------------------- |
|                                           | 雙龍傳 （2010年8月23日－2010年9月23日）                                                 |                                     |
| 飯糰之家 （2010年5月10日－2010年8月19日） | 李小龍傳奇 （2010年9月27日－2010年11月4日） 家有四千金 （2010年11月1日－2011年1月11日） |                                     |